# سکروزکیه
سکروزکیه (به لهستانی:  Skrodzkie) یک روستا در لهستان است که در گمینا رایگرود واقع شده‌است.